# Strzał

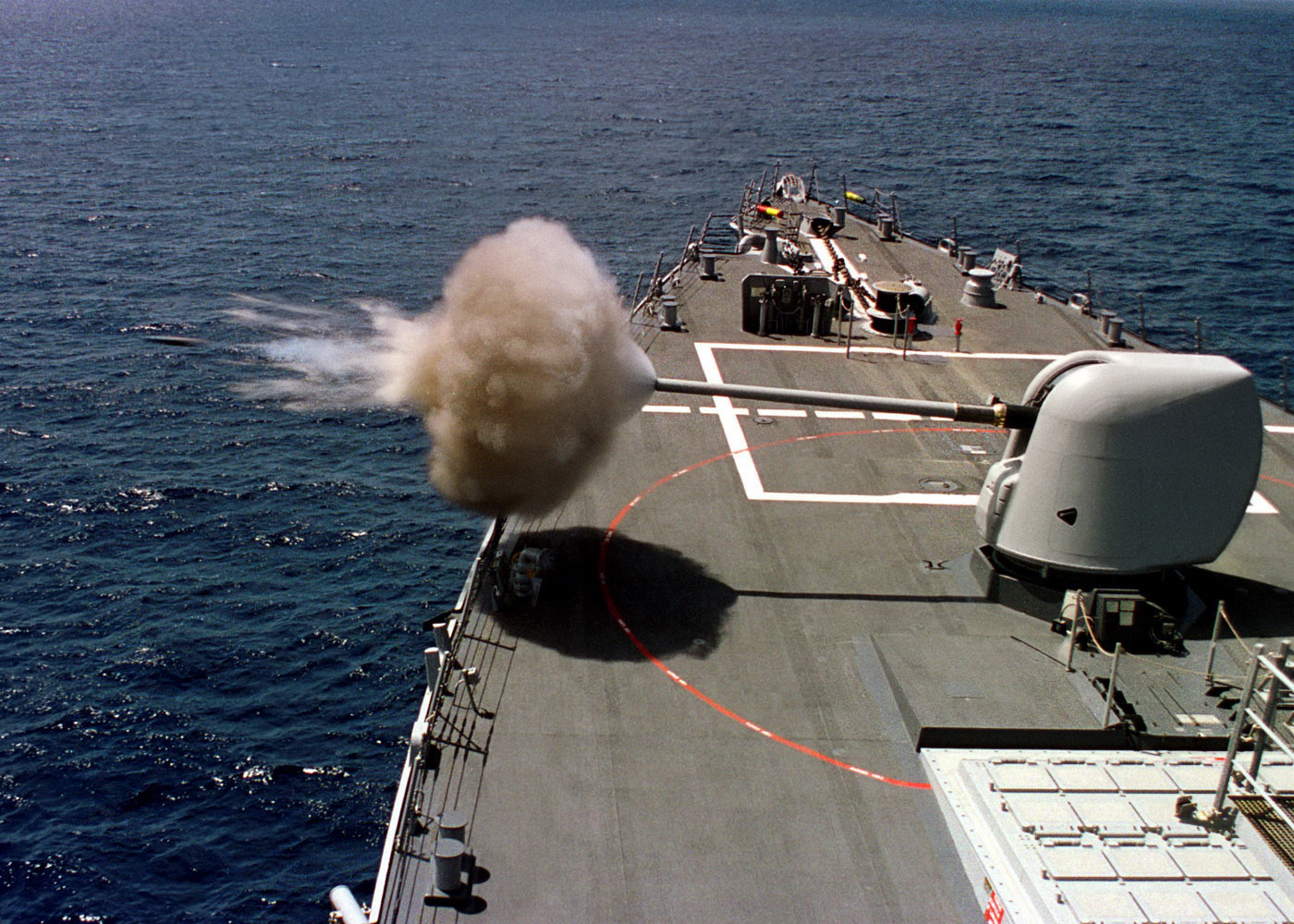
Strzał

Strzał – moment, w którym z lufy broni palnej wylatuje pocisk. Strzałowi najczęściej towarzyszy huk, błysk i chmura gazów wylotowych. 
Strzał – wyrzucenie pocisku z przewodu lufy broni palnej (pistoletu, karabinu, działa itp,), a także broni lub machiny miotającej takiej jak łuk, kusza, balista itp.. Jest to proces, w którym jest przekształcana energia potencjalna sprężyny lub ładunku prochowego w energię kinetyczną układu pocisk-broń-podstawa (ramię strzelającego). Z broni palnej, strzał jest złożonym zespołem procesów, w którym bardzo szybko zostaje przemieniona energia chemiczna prochu, początkowo w energię cieplną, a później kinetyczną pocisku. Po wzroście ciśnienia do odpowiedniej wartości pociskowi zostaje nadany ruch, którego prędkość stale wzrasta. Po wylocie z przewodu lufy pocisk porusza się pod wpływem siły bezwładności, grawitacji i siły oporu ośrodka. Niekiedy strzał jest nazywany również startem (odpaleniem) pocisku rakietowego.
Strzał charakteryzuje się:
- bardzo dużym ciśnieniem gazów prochowych (2000 - 3000 atm.)
- wysoką temperatura gazów prochowych (2500 – 3500 °C)
- krótkim czas trwania (0,001 – 0,06 s)
- szybko zmieniającą się objętością palącego się ładunku prochowego.